# المريخية (جازان)
قرية المريخية، وهي إحدى قرى منطقة جازان وهي قرية سكنية تابعة لبلدية محافظة أبو عريش جنوب غرب المملكة العربية السعودية، تبعد 8 كم باتجاه الغرب من مدينة أبو عريش.

## الموقع
تقع قرية المريخية في منطقة زراعية وسط محافظة جازان، وتبعد حوالي 30 كيلومترا بالاتجاه الشرقي من مدينة جازان، لها عند خط طول 42 درجة وخط العرض 16 درجة.

## انظر ايضاً
- قامرة
- الشاقة الغربية
- الشاقة الشرقية

## وصلات خارجية
- بيانات المجلس البلدي من الأمانة العامة لشؤون المجالس البلدية.
- حصر الخدمات بالمدن والقرى بمنطقة جازان.
- دليل الخدمات بمنطقة جازان.
- مصلحة الإحصاءات العامة والمعلومات.